# Bara härads valkrets
Bara härads valkrets var i riksdagsvalen till andra kammaren 1866 samt 1872–1908 en valkrets med ett mandat. Valkretsen, vars gränser motsvarade Bara härad, uppgick i valet 1869 i Bara och Torna häraders valkrets. Efter att valkretsen åter delats i valet 1872 förblev Bara härad en egen valkrets till införandet av proportionellt valsystem i valet 1911, då valkretsen uppgick i Malmöhus läns mellersta valkrets.

## Riksdagsmän
- Jöns Olsson, lmp (1867–1869)

För perioden 1870–1872, se Bara och Torna häraders valkrets
- Ola Andersson, lmp (1873–1884)
- Jöns Bengtsson, lmp 1885–1887, gamla lmp 1888–1894, lmp 1895–1896 (1885–1896)
- Pehr Pehrsson, lmp (1897–1908)
- Sven Linders, s (1909–1911)

## Valresultat

### 1896
| Andrakammarvalet i Sverige 1896: Bara härads valkrets | Andrakammarvalet i Sverige 1896: Bara härads valkrets | Andrakammarvalet i Sverige 1896: Bara härads valkrets | Andrakammarvalet i Sverige 1896: Bara härads valkrets | Andrakammarvalet i Sverige 1896: Bara härads valkrets |
| Kandidat                                              | Kandidat                                              | Röster                                                | Röster                                                | Röster                                                |
| Kandidat                                              | Kandidat                                              | Antal                                                 | %                                                     | +− %                                                  |
| ----------------------------------------------------- | ----------------------------------------------------- | ----------------------------------------------------- | ----------------------------------------------------- | ----------------------------------------------------- |
|                                                       | Pehr Pehrsson                                         | 29                                                    | 96,7                                                  |                                                       |
|                                                       | Övrig kandidat                                        | 1                                                     | 3,3                                                   |                                                       |
| Antal giltiga röster                                  | Antal giltiga röster                                  | 30                                                    |                                                       |                                                       |
| Kasserade röster                                      | Kasserade röster                                      | 0                                                     |                                                       |                                                       |
| Totalt                                                | Totalt                                                | 30                                                    |                                                       |                                                       |

Valdeltagandet var 7,1% vid valet av 30 elektorer som sedan skötte det slutgiltiga valet.

### 1899
| Andrakammarvalet i Sverige 1899: Bara härads valkrets | Andrakammarvalet i Sverige 1899: Bara härads valkrets | Andrakammarvalet i Sverige 1899: Bara härads valkrets | Andrakammarvalet i Sverige 1899: Bara härads valkrets | Andrakammarvalet i Sverige 1899: Bara härads valkrets |
| Kandidat                                              | Kandidat                                              | Röster                                                | Röster                                                | Röster                                                |
| Kandidat                                              | Kandidat                                              | Antal                                                 | %                                                     | +− %                                                  |
| ----------------------------------------------------- | ----------------------------------------------------- | ----------------------------------------------------- | ----------------------------------------------------- | ----------------------------------------------------- |
|                                                       | Pehr Pehrsson                                         | 31                                                    | 100                                                   | ▲3,3                                                  |
| Antal giltiga röster                                  | Antal giltiga röster                                  | 31                                                    |                                                       |                                                       |
| Kasserade röster                                      | Kasserade röster                                      | 0                                                     |                                                       |                                                       |
| Totalt                                                | Totalt                                                | 31                                                    |                                                       |                                                       |

Valet ägde rum den 5 september 1899. Valdeltagandet var 5,9% vid valet av 31 elektorer som sedan skötte det slutgiltiga valet.

### 1902
| Andrakammarvalet i Sverige 1902: Bara härads valkrets | Andrakammarvalet i Sverige 1902: Bara härads valkrets | Andrakammarvalet i Sverige 1902: Bara härads valkrets | Andrakammarvalet i Sverige 1902: Bara härads valkrets | Andrakammarvalet i Sverige 1902: Bara härads valkrets |
| Kandidat                                              | Kandidat                                              | Röster                                                | Röster                                                | Röster                                                |
| Kandidat                                              | Kandidat                                              | Antal                                                 | %                                                     | +− %                                                  |
| ----------------------------------------------------- | ----------------------------------------------------- | ----------------------------------------------------- | ----------------------------------------------------- | ----------------------------------------------------- |
|                                                       | Pehr Pehrsson                                         | 879                                                   | 61,8                                                  | ▼38,2                                                 |
|                                                       | Wilhelm de Shàrengrad                                 | 543                                                   | 38,2                                                  |                                                       |
| Antal giltiga röster                                  | Antal giltiga röster                                  | 1 422                                                 |                                                       |                                                       |
| Kasserade röster                                      | Kasserade röster                                      | 2                                                     |                                                       |                                                       |
| Totalt                                                | Totalt                                                | 1 424                                                 |                                                       |                                                       |

Valet ägde rum den 4 september 1902. Valdeltagandet var 75,6%.

### 1905
| Andrakammarvalet i Sverige 1905: Bara härads valkrets | Andrakammarvalet i Sverige 1905: Bara härads valkrets | Andrakammarvalet i Sverige 1905: Bara härads valkrets | Andrakammarvalet i Sverige 1905: Bara härads valkrets | Andrakammarvalet i Sverige 1905: Bara härads valkrets |
| Kandidat                                              | Kandidat                                              | Röster                                                | Röster                                                | Röster                                                |
| Kandidat                                              | Kandidat                                              | Antal                                                 | %                                                     | +− %                                                  |
| ----------------------------------------------------- | ----------------------------------------------------- | ----------------------------------------------------- | ----------------------------------------------------- | ----------------------------------------------------- |
|                                                       | Nils Andersson i Arlöf                                | 848                                                   | 50,7                                                  |                                                       |
|                                                       | Pehr Pehrsson                                         | 822                                                   | 49,1                                                  |                                                       |
|                                                       | Övriga kandidater                                     | 3                                                     | 0,2                                                   |                                                       |
| Antal giltiga röster                                  | Antal giltiga röster                                  | 1 673                                                 |                                                       |                                                       |
| Kasserade röster                                      | Kasserade röster                                      | 5                                                     |                                                       |                                                       |
| Totalt                                                | Totalt                                                | 1 678                                                 |                                                       |                                                       |

| Andrakammarvalet i Sverige 1905: Bara härads valkrets | Andrakammarvalet i Sverige 1905: Bara härads valkrets | Andrakammarvalet i Sverige 1905: Bara härads valkrets | Andrakammarvalet i Sverige 1905: Bara härads valkrets | Andrakammarvalet i Sverige 1905: Bara härads valkrets |
| Kandidat                                              | Kandidat                                              | Röster                                                | Röster                                                | Röster                                                |
| Kandidat                                              | Kandidat                                              | Antal                                                 | %                                                     | +− %                                                  |
| ----------------------------------------------------- | ----------------------------------------------------- | ----------------------------------------------------- | ----------------------------------------------------- | ----------------------------------------------------- |
|                                                       | Pehr Pehrsson                                         | 986                                                   | 50,4                                                  |                                                       |
|                                                       | Nils Andersson i Arlöf                                | 968                                                   | 49,5                                                  |                                                       |
|                                                       | Övriga kandidater                                     | 1                                                     | 0,1                                                   |                                                       |
| Antal giltiga röster                                  | Antal giltiga röster                                  | 1 955                                                 |                                                       |                                                       |
| Kasserade röster                                      | Kasserade röster                                      | 1                                                     |                                                       |                                                       |
| Totalt                                                | Totalt                                                | 1 956                                                 |                                                       |                                                       |

### 1908
| Andrakammarvalet i Sverige 1908: Bara härads valkrets | Andrakammarvalet i Sverige 1908: Bara härads valkrets | Andrakammarvalet i Sverige 1908: Bara härads valkrets | Andrakammarvalet i Sverige 1908: Bara härads valkrets | Andrakammarvalet i Sverige 1908: Bara härads valkrets |
| Kandidat                                              | Kandidat                                              | Röster                                                | Röster                                                | Röster                                                |
| Kandidat                                              | Kandidat                                              | Antal                                                 | %                                                     | +− %                                                  |
| ----------------------------------------------------- | ----------------------------------------------------- | ----------------------------------------------------- | ----------------------------------------------------- | ----------------------------------------------------- |
|                                                       | Sven Linders                                          | 1 134                                                 | 54,4                                                  |                                                       |
|                                                       | Nils Hansson (moderat-liberal)                        | 950                                                   | 45,6                                                  |                                                       |
| Antal giltiga röster                                  | Antal giltiga röster                                  | 2 084                                                 |                                                       |                                                       |
| Kasserade röster                                      | Kasserade röster                                      | 1                                                     |                                                       |                                                       |
| Totalt                                                | Totalt                                                | 2 085                                                 |                                                       |                                                       |

Valet ägde rum den 6 september 1908. Valdeltagandet var 80,6%.